# Mangifera
A Mangifera a szappanfavirágúak (Sapindales) rendjébe, ezen belül a szömörcefélék (Anacardiaceae) családjába tartozó nemzetség.

## Tudnivalók
Az idetartozó növényfajok Dél- és Délkelet-Ázsia, főleg India trópusi és szubtrópusi részein fordulnak elő. Ezek a gyümölcsfák elérhetik a 30-40 méteres magasságot is.

## Rendszerezés
A nemzetségbe az alábbi 10 faj tartozik:
- Mangifera caesia Jack
- Mangifera casturi Kosterm.
- mangó (Mangifera indica) L. - típusfaj
- Mangifera laurina Blume
- Mangifera lineariflia (Mukh.) Kosterm.
- Mangifera odorata Griff.
- Mangifera persiciforma C.Y. Wu & T.L. Ming
- Mangifera rubropetala Kosterm.
- Mangifera siamensis Warb. ex W. G. Craib
- Mangifera sylvatica Roxb.